# Miss Paraíba 2017
Miss Paraíba BE Emotion 2017 foi a 60ª edição do tradicional concurso de beleza feminina de Miss Paraíba BE Emotion, válido para a disputa de Miss Brasil BE Emotion 2017, único caminho para o Miss Universo 2017. Coordenado este ano pelo produtor e coordenador do Miss Pernambuco Miguel Braga, a competição teve a presença de dez (10) candidatas representando seus respectivos municípios de origem. A seletiva ocorreu no Hotel Manaíra em 4 de Julho, bem como a coroação da eleita, que recebeu a faixa e a coroa da vencedora do ano anterior, Mayrla Vasconcelos, sendo esta a representante de Bananeiras, Larissa Aragão Holanda.

## Resultados

### Colocações
| Posição    | Município e Candidata                              |
| Vencedora  | - Bananeiras - Larissa Aragão                      |
| 2º. Lugar  | - Sumé - Talitha Diniz                             |
| 3º. Lugar  | - Campina Grande - Nadinne Muniz                   |
| Finalistas | - Rio Tinto - Dayane Lima - Sousa - Jéssica Layane |

### Ordem dos anúncios
| 1. Sumé 2. Rio Tinto 3. Campina Grande 4. Sousa 5. Bananeiras | 1. Campina Grande 2. Sumé 3. Bananeiras |  |  |

## Jurados

### Seletiva
Ajudaram a eleger as finalistas: 
1. Vilmar Costa, fotógrafo;
2. Mayrla Vasconcelos, Miss Paraíba 2016;
3. Marcos Salles, missólogo pernambucano;
4. Patrícia dos Anjos, Miss Paraíba 2013;

## Candidatas
Disputaram o título este ano:
- Bananeiras - Larissa Aragão [8] [nota 1]

- Bayeux - Elaine Oliveira

- Campina Grande - Nadinne Muniz

- Conde - Danielly Tavares

- João Pessoa - Daniela Suassuna

- Lucena - Aline da Silva

- Princesa Isabel - Sabrina Andrade

- Rio Tinto - Dayane Lima

- Sousa - Jéssica Layane

- Sumé - Talitha Diniz